# Quai de la Seine
Ne doit pas être confondu avec Quai de Seine ou Rives de la Seine à Paris.
Le quai de la Seine est une voie du 19e arrondissement de Paris, en France.

## Situation et accès
Le quai de la Seine longe le bassin de la Villette entre la rotonde de la Villette et le pont levant de la rue de Crimée. Il commence 2, avenue de Flandre et 10, place de la Bataille-de-Stalingrad et finit 161, rue de Crimée au niveau de la place de Bitche, après avoir croisé la rue de Soissons, le passage de Flandre, la rue de Rouen, la rue Riquet et la rue Duvergier.
Il mesure 850 m de long et 12 m de large.
Le trottoir côté bassin de la Villette est planté de plusieurs rangées d'arbres (une rangée de tilleuls côté bassin et deux rangées de pterocaryas côté route). Le trottoir est, sur plus la moitié de sa largeur, recouvert de sable permettant aux joueurs de pétanque de se retrouver aux beaux jours. Cet ensemble forme la promenade Signoret-Montand.

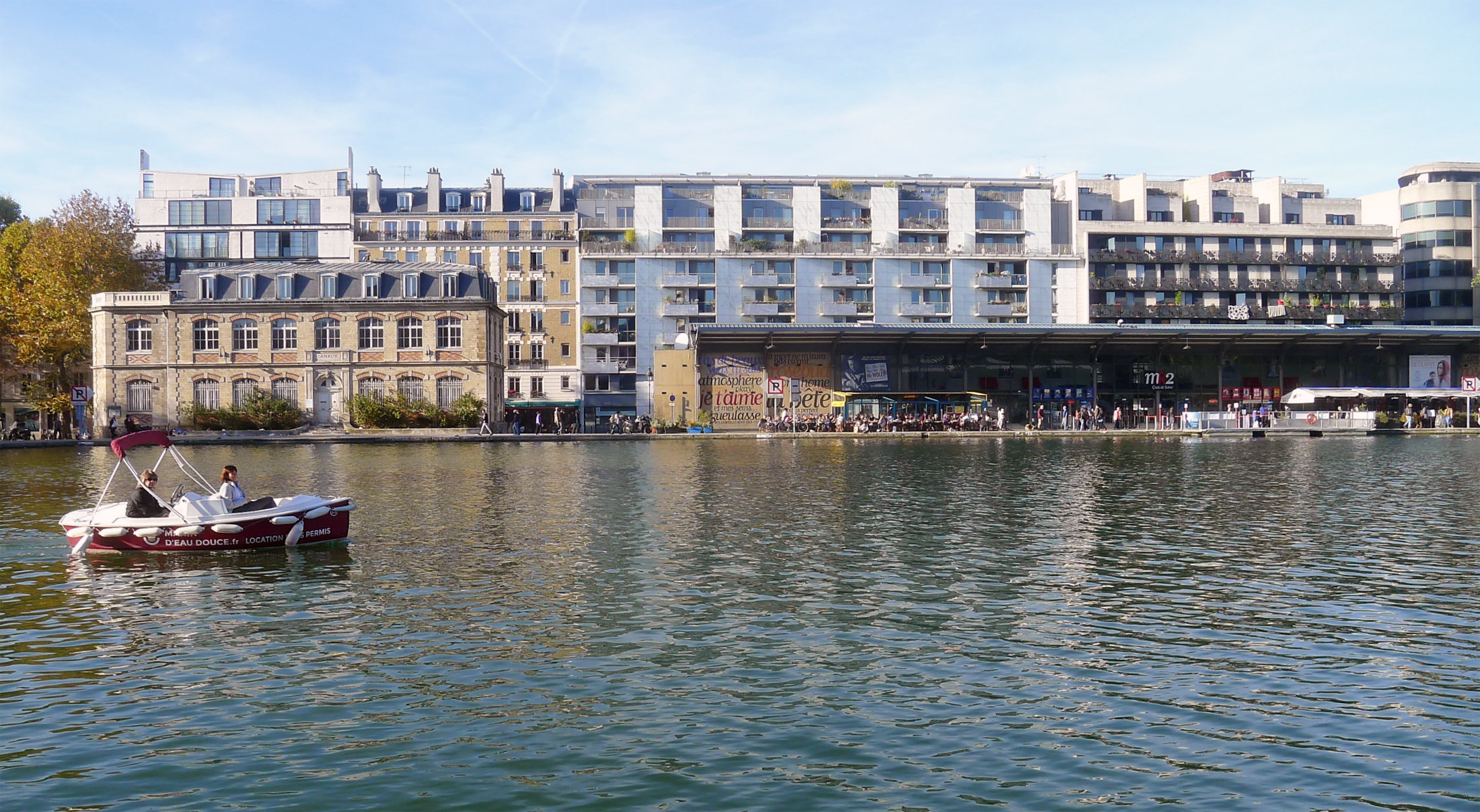
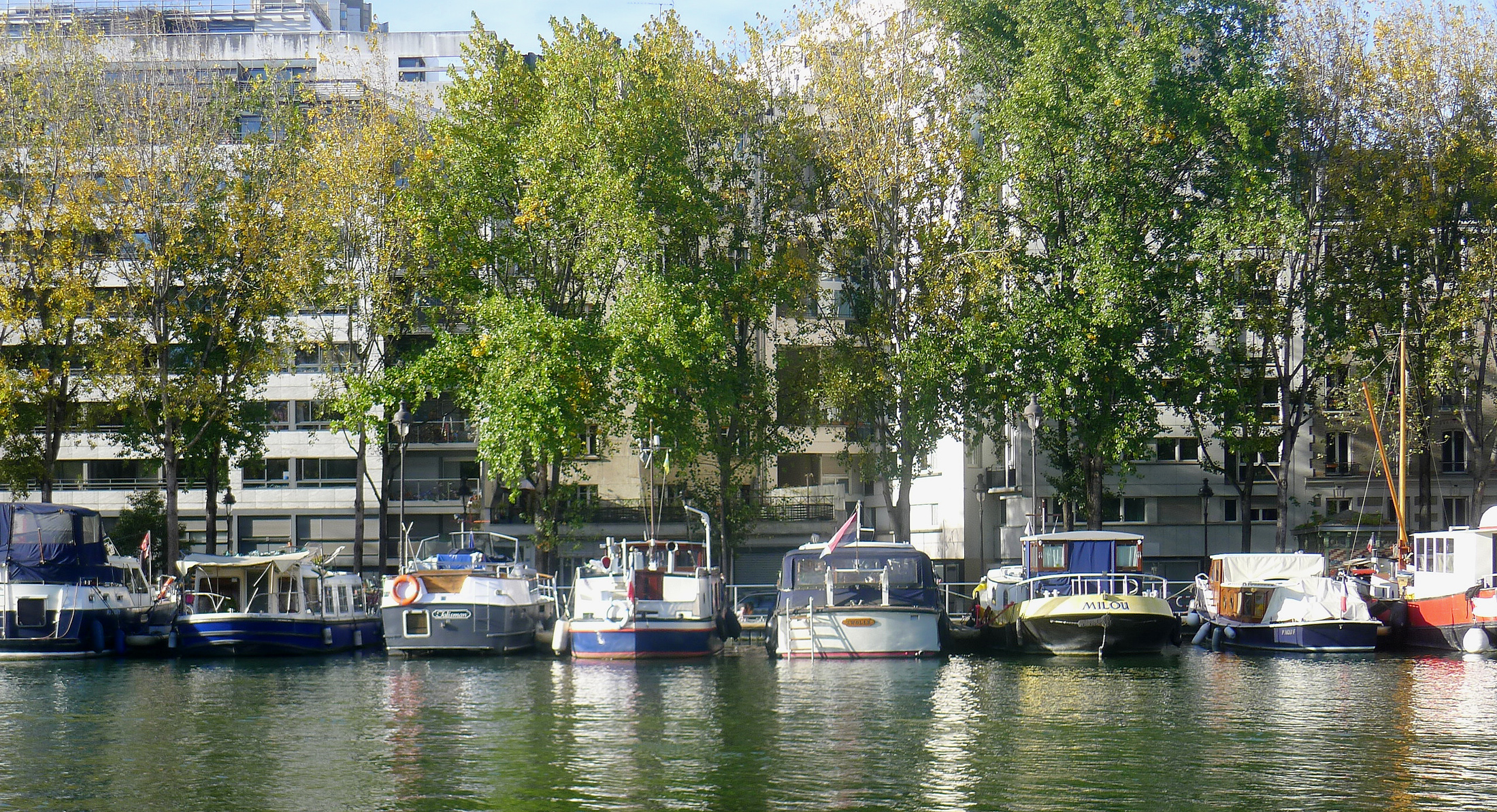
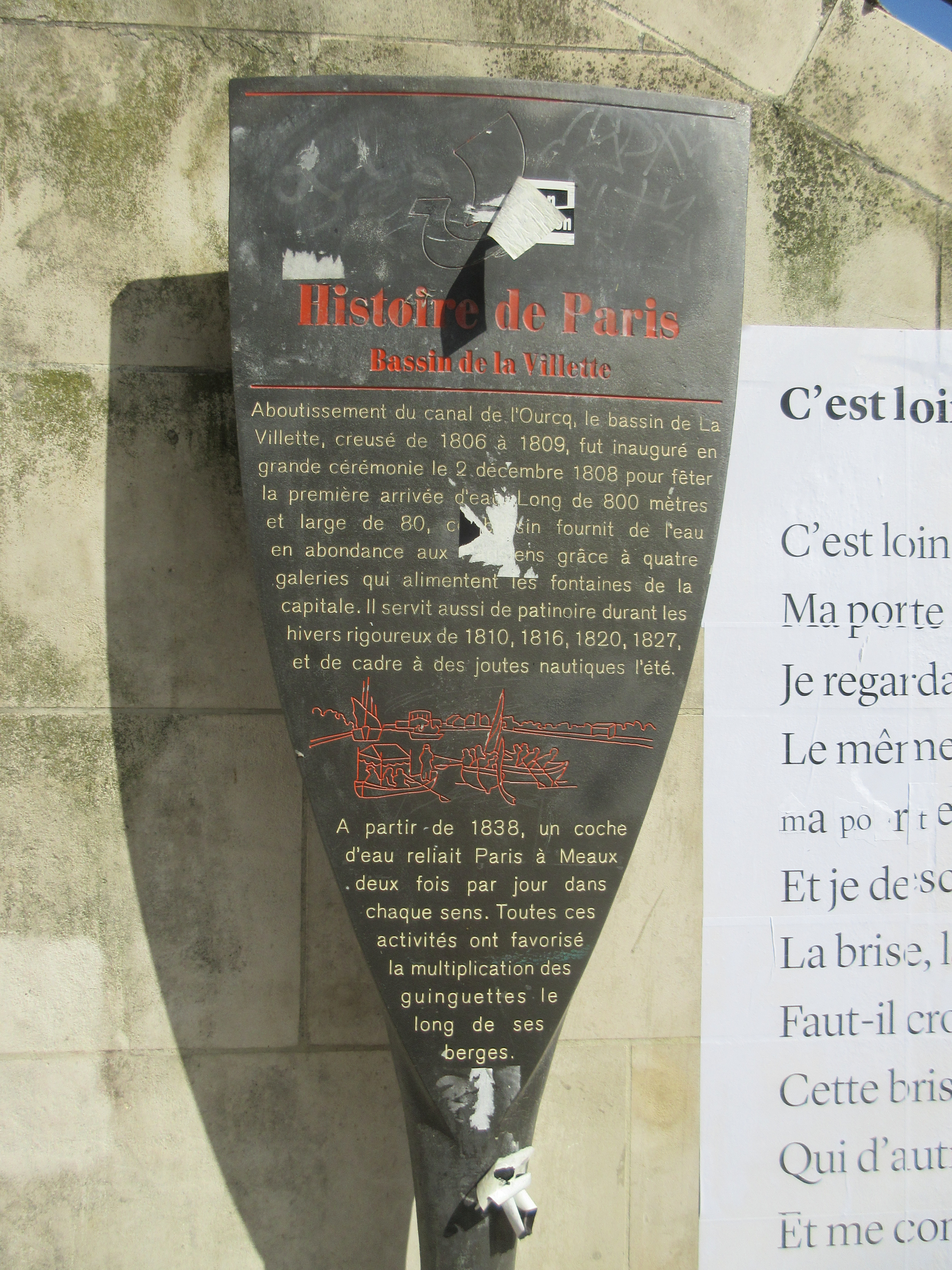
Panneau Histoire de Paris « Bassin de la Villette »

Il est accessible par les stations de métros Stalingrad des lignes 2, 5 et 7 et Riquet et Crimée de la ligne 7.

## Origine du nom
Cette voie a pris le nom de la Seine, le fleuve qui traverse Paris.

## Historique
Cette voie qui était en 1829 la « route départementale no 75 » a été formée en quai après la construction du canal de l'Ourcq et la mise en eau du bassin de la Villette. Il prend son nom actuel en 1857 et est classé dans la voirie parisienne par un décret du 23 mai 1863.

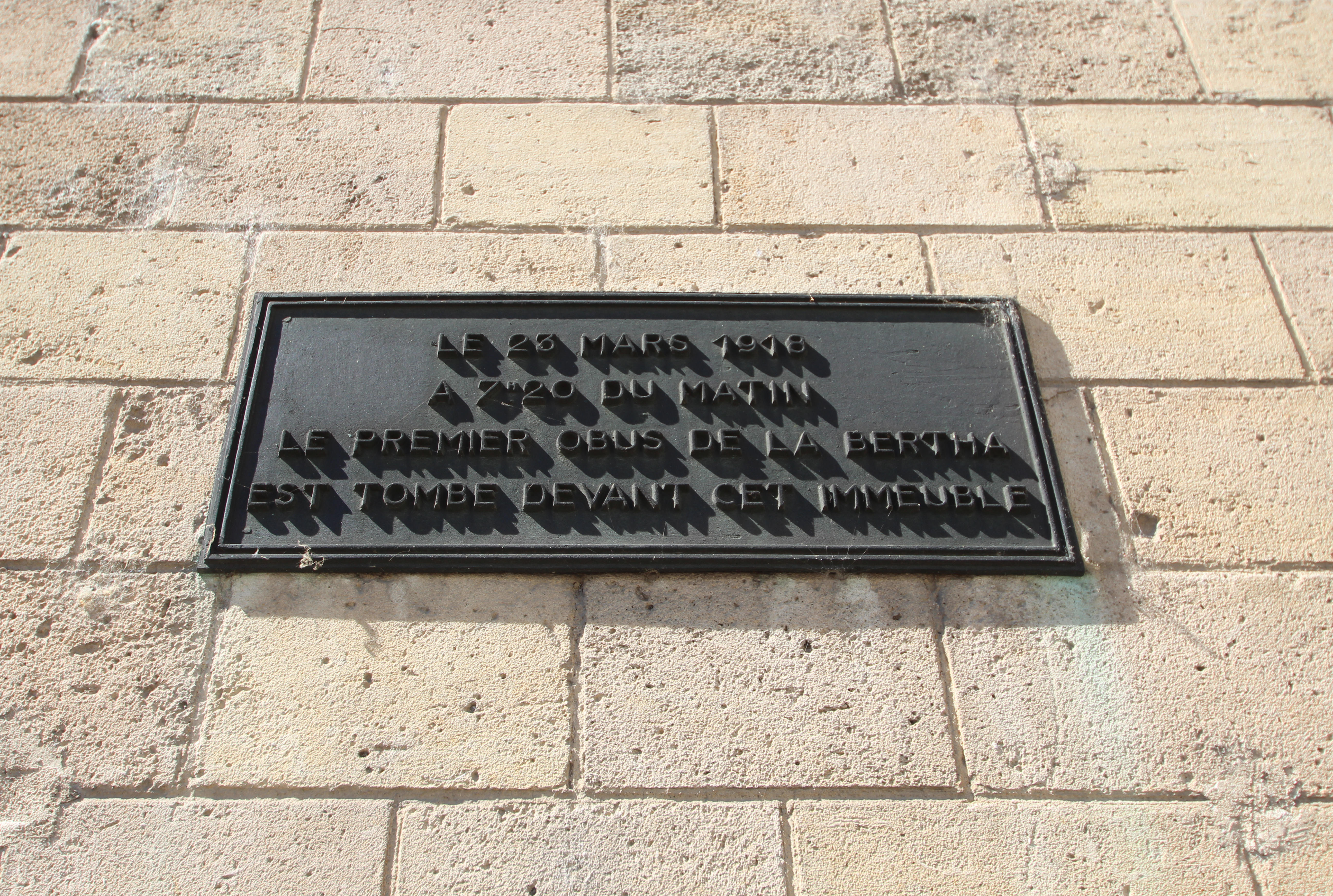
Plaque au no 6.

C'est au no 6 quai de la Seine, le 23 mars 1918, pendant la Première Guerre mondiale, qu'explosa le premier obus tiré par un des Pariser Kanonen (« canons de Paris »), appelé en France, de façon erronée, la « grosse Bertha ». Un second obus éclata le 30 mars 1918 au no 21

## Bâtiments remarquables et lieux de mémoire

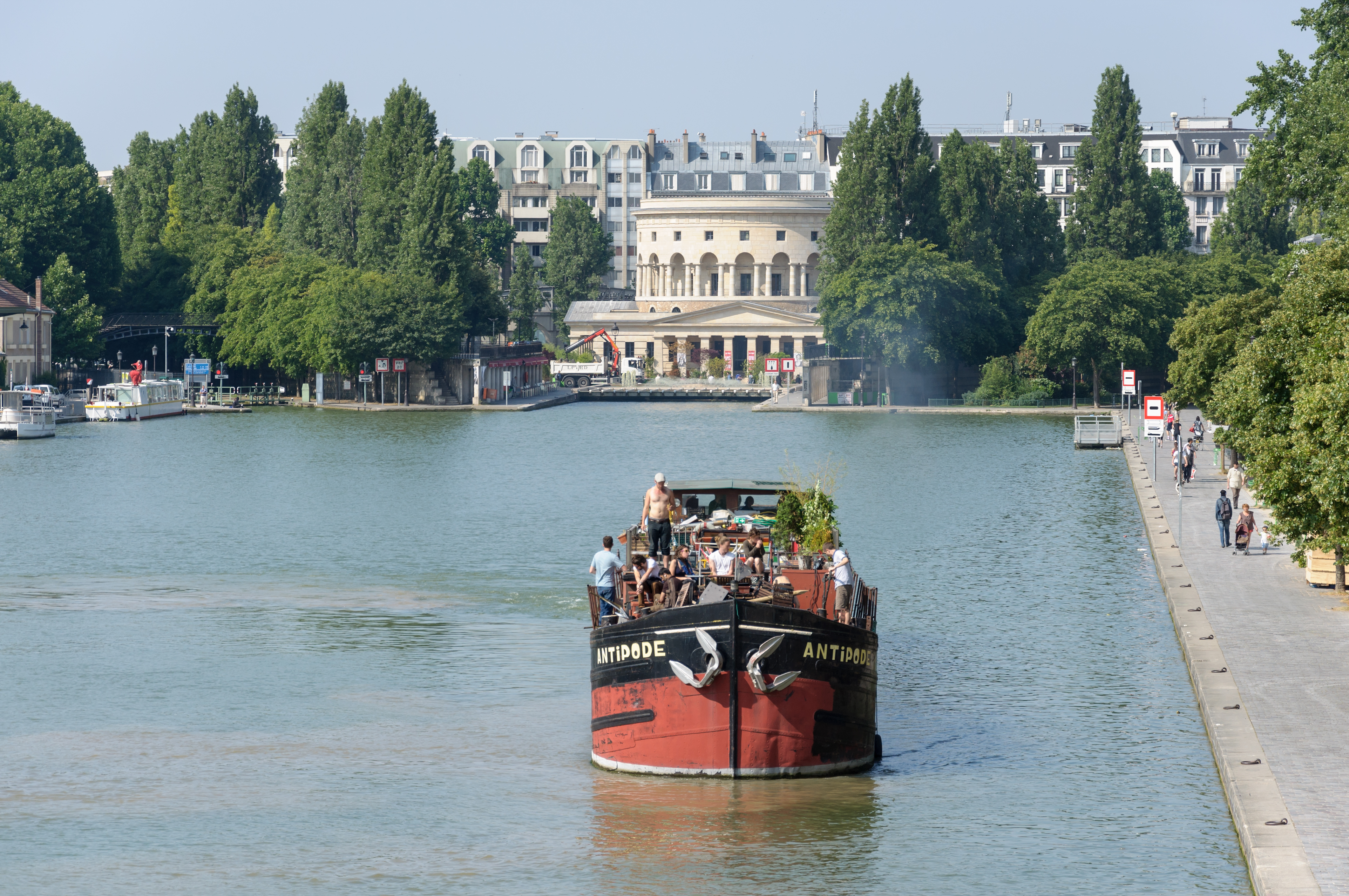
Bassin de la Villette.

Le quai de la Seine accueille, avec le quai de la Loire, le complexe cinématographique MK2 Quai de Loire / Quai de Seine, dont les deux éléments se font face (chacun sur l'une des rives du bassin de la Villette). Un petit bateau, le Zéro de conduite, fait la navette entre les deux quais ; il est gratuit pour les personnes munies de places de cinéma.
Au no 16 se trouve le square du Quai-de-la-Seine.
Une sculpture moderne en bronze, Horizons suspendus de Dominique Labauvie, représentant des vagues avec des rames est située en face du no 18, en hommage aux clubs d'aviron qui viennent régulièrement s'entraîner sur le bassin.
Au 33, on aperçoit un immeuble remarquable par son architecture, dessinée par le couturier André Courrèges, la porte d'entrée monumentale en V inversé rappelle la fameuse minijupe dont il fut le promoteur dans les années 1960[réf. nécessaire].
Devant le no 53 quai de la Seine, se trouve une fontaine Wallace petit modèle.
La tour de Flandres est un immeuble de grande hauteur situé au coin du quai de la Seine et de la rue Duvergier.
Après l'incendie des Magasins généraux, situés de part et d'autre du bassin de la Villette, à son extrémité nord-est, un hôtel et auberge de jeunesse ont été reconstruits au même emplacement (159, rue de Crimée, quai de la Seine) entre 2004 et 2008 par l'atelier d'architecture Chaix & Morel et associés.